# Oblong
Andere betekenis: voor oblong in verband met boeken, zie: oblongformaat
Oblong is een plaats (village) in de Amerikaanse staat Illinois, en valt bestuurlijk gezien onder Crawford County.

## Demografie
Bij de volkstelling in 2000 werd het aantal inwoners vastgesteld op 1580. In 2006 is het aantal inwoners door het United States Census Bureau geschat op 1547, een daling van 33 (-2,1%).

## Geografie
Volgens het United States Census Bureau beslaat de plaats een oppervlakte van 2,5 km², geheel bestaande uit land.

## Trivia
- Oblong komt voor in een in Amerika bekende krantenkop van de Chicago Tribune: 'Oblong Man Marries Normal Woman'. Een man uit Oblong trouwde met een vrouw die uit de eveneens in de staat Illinois gelegen plaats Normal afkomstig was.

De aardigheid bestaat uit het feit dat betreffende (plaats)namen allebei ook aanduidingen zijn van een bepaald formaat. De krantenkop lijkt in eerste instantie hier naar te verwijzen in plaats van naar de geografische afkomst van de beide mensen.

## Plaatsen in de nabije omgeving
De onderstaande figuur toont nabijgelegen plaatsen in een straal van 20 km rond Oblong.